# رامیرس
رامیرس سانتوس دو ناسیمنتو (پرتغالی: Ramires Santos do Nascimento؛ زادهٔ ۲۴ مارس ۱۹۸۷) که با نام رامیرس شناخته می‌شود، بازیکن فوتبال اهل برزیل است.
وی فوتبال حرفه‌ای را از باشگاه جوینویل در سال ۲۰۰۶ آغاز کرد، در سال ۲۰۰۷ با قرارداد ۳۰۰٬۰۰۰ دلاری به تیم کروزیرو پیوست، وی در سال ۲۰۰۹ با قراردادی چهار ساله با دستمزد سالیانه ۷٫۵ میلیون یورو به باشگاه بنفیکا پیوست، اما وی در ۴ اوت ۲۰۱۰ میلادی با قرارداد ۲۲ میلیون یورویی به باشگاه چلسی پیوست.
وی در سال ۲۰۰۸ موفق به کسب مدال برنز از بازی‌های المپیک تابستانی در پکن، چین به همراه تیم ملی فوتبال زیر ۲۳ سال برزیل شد.

## افتخارات

### باشگاهی
کروزیرو
- Campeonato Mineiro (۲): ۲۰۰۸، ۲۰۰۹

بنفیکا
- لیگ برتر فوتبال پرتغال: ۲۰۰۹–۱۰
- لیگ کاپ پرتغال: ۲۰۰۹–۱۰

چلسی
- جام حذفی فوتبال انگلستان (۱): ۲۰۱۲
- لیگ قهرمانان اروپا (۱): ۲۰۱۲

### بین‌المللی
برزیل
- بازی‌های المپیک تابستانی ۲۰۰۸: مدال برنز فوتبال
- جام کنفدراسیون‌ها: ۲۰۰۹

### شخصی
- زننده گل برتر فصل چلسی vs منچستر سیتی، ۲۰ مارس ۲۰۱۱
- زننده گل برتر فصل چلسی vs. بارسلونا، ۲۴ آوریل ۲۰۱۲

## آمار بازی‌های بین‌المللی
تا ۱۵ نوامبر ۲۰۱۲
| تیم ملی | باشگاه  | فصل     | بازی | گل |
| ------- | ------- | ------- | ---- | -- |
| برزیل   | کروزیرو | ۲۰۰۹    | ۷    | ۰  |
| برزیل   | بنفیکا  | ۲۰۰۹–۱۰ | ۹    | ۲  |
| برزیل   | چلسی    | ۲۰۱۰–۱۱ | ۱۰   | ۰  |
| برزیل   | چلسی    | ۲۰۱۱–۱۲ | ۱    | ۰  |
| برزیل   | چلسی    | ۲۰۱۲–۱۳ | ۶    | ۱  |
| مجموع   | مجموع   | مجموع   | ۳۳   | ۳  |